# Жаннетт Кемпбелл
Жаннетт Кемпбелл (ісп. Jeannette Campbell, 8 березня 1916 — 15 січня 2003) — аргентинська плавчиня.
Срібна медалістка Олімпійських Ігор 1936 року.